# Spähpanzer Ru 251

Một Chiếc Ru 251 Được Phác Thảo Lại

Spähpanzer Ru 251 là xe tăng hạng nhẹ của Đức dựa trên xe tăng Kanonenjagdpanzer. Nó được đề xuất để thay thế M41 Walker Bulldog.

## Lịch Sử
Ru 251 là một trong những dự án do Bundeswehr tạo ra trong Chiến tranh Lạnh. Trong mối liên hệ này, một dự án mới đã bắt đầu — Europanzer, dẫn đến việc tạo ra Leopard 1 cho Tây Đức hoặc AMX-30 cho Pháp.
Vào đầu những năm 1960, Bundeswehr vẫn sử dụng M41 của Mỹ làm xe tăng trinh sát. Năm 1960, một chương trình được đưa ra nhằm phát triển một loại xe tăng trinh sát hạng nhẹ mới. Nguyên mẫu được chế tạo vào năm 1963 và 1964.

## Thiết kế
Ru 251 dựa trên pháo chống tăng Kanonenjagdpanzer và sử dụng cùng loại pháo chính Rheinmetall BK 90 / L40 90 mm.
Là một xe tăng trinh sát hạng nhẹ, Ru 251 không được sử dụng để chiến đấu với cường độ cao, do lớp giáp mỏng của nó. Lớp giáp 20mm của Ru 251 có thể dễ dàng ngăn chặn các vụ nổ súng máy cỡ nòng lớn, nhưng rất dễ bị tổn thương trước hỏa lực cỡ nòng cao hơn. Ru 251 được thiết kế như một xe tăng trinh sát hạng nhẹ, để di chuyển nhanh chóng, lén lút và tấn công các mục tiêu cơ hội, trước khi định vị lại bằng cách sử dụng tính cơ động cao: Bất kỳ lớp giáp dư thừa nào cũng sẽ cản trở tốc độ của xe tăng.
Ru 251 có sức cơ động và hỏa lực đáng nể với động cơ Daimler-Benz MB 837 A 650 mã lực và pháo Rheinmetall BK 90 / L40 90mm, nhưng không có lớp vỏ chống tăng đáng kể. Năm 1964, nguyên mẫu Ru 251 đã trải qua quá trình thử nghiệm hoạt động tích cực, nhưng đồng thời xe tăng chiến đấu chủ lực Leopard 1 với pháo 105 mm của nó đã được chuẩn bị để sản xuất hàng loạt.